# Netelia veronesii
Netelia veronesii är en stekelart som beskrevs av Blanchard 1960. Netelia veronesii ingår i släktet Netelia och familjen brokparasitsteklar. Inga underarter finns listade i Catalogue of Life.